# Per sempre Alfredo 2021
La 1.ª edición de la clásica ciclista Per sempre Alfredo fue una carrera en Italia que se celebró el 21 de marzo de 2021 con inicio en la ciudad de Florencia y final en la ciudad de Sesto Fiorentino sobre un recorrido de 162 kilómetros.
La carrera formó parte del UCI Europe Tour 2021, calendario ciclístico de los Circuitos Continentales UCI, dentro de la categoría 1.1 y fue ganada por el italiano Matteo Moschetti del Trek-Segafredo. Completaron el podio, como segundo y tercer clasificado respectivamente, el español Mikel Aristi del Euskaltel-Euskadi y el también italiano Samuele Zambelli de su selección nacional.

## Equipos participantes
Tomaron parte en la carrera 20 equipos: 2 de categoría UCI WorldTeam, 7 de categoría UCI ProTeam, 10 de categoría Continental; y la selección nacional de Italia. Formaron así un pelotón de 134 ciclistas de los que acabaron 113. Los equipos participantes fueron:
| WorldTeams (2)- Team DSM - Trek-Segafredo ProTeams (7)- Androni Giocattoli-Sidermec - Bardiani CSF Faizanè - Caja Rural-Seguros RGA - Eolo-Kometa - Euskaltel-Euskadi - Gazprom-RusVelo - Vini Zabù Equipos continentales (10)- Amore & Vita-Prodir - Beltrami TSA-Tre Colli - General Store Essegibi F.lli Curia - Giotti Victoria-Savini Due - Global 6 Cycling - Mg.k Vis VPM - Team Colpack-Ballan - Team Qhubeka - Work Service-Marchiol-Dynatek - Zalf Euromobil Fior Equipo nacional- Italia |
| |

## Clasificación final
- Las clasificaciones finalizaron de la siguiente forma:[3]

| \| Clasificación general \| Clasificación general \| Clasificación general \| Clasificación general \| Clasificación general \| \| Ciclista \| Ciclista \| Equipo \| Tiempo \| \| \| --------------------- \| --------------------- \| --------------------------- \| --------------------- \| --------------------- \| \| 1.º \| Matteo Moschetti \| Trek-Segafredo \| 3 h 48 min 10 s \| \| \| 2.º \| Mikel Aristi \| Euskaltel-Euskadi \| + 0 s \| \| \| 3.º \| Samuele Zambelli \| Italia \| + 0 s \| \| \| 4.º \| Jon Aberasturi \| Caja Rural-Seguros RGA \| + 0 s \| \| \| 5.º \| Luca Colnaghi \| Italia \| + 0 s \| \| \| 6.º \| Giovanni Lonardi \| Bardiani CSF Faizanè \| + 0 s \| \| \| 7.º \| Stefano Gandin \| Zalf Euromobil Fior \| + 0 s \| \| \| 8.º \| Tommaso Nencini \| Italia \| + 0 s \| \| \| 9.º \| Natnael Tesfatsion \| Androni Giocattoli-Sidermec \| + 0 s \| \| \| 10.º \| Marius Mayrhofer \| Team DSM \| + 0 s \| \| |                    |                             |                 |
| |                    |                             |                 |
| Fuente: ProCyclingStats |                    |                             |                 |
| Clasificación general |                    |                             |                 |
| Ciclista | Ciclista           | Equipo                      | Tiempo          |
| 1.º | Matteo Moschetti   | Trek-Segafredo              | 3 h 48 min 10 s |
| 2.º | Mikel Aristi       | Euskaltel-Euskadi           | + 0 s           |
| 3.º | Samuele Zambelli   | Italia                      | + 0 s           |
| 4.º | Jon Aberasturi     | Caja Rural-Seguros RGA      | + 0 s           |
| 5.º | Luca Colnaghi      | Italia                      | + 0 s           |
| 6.º | Giovanni Lonardi   | Bardiani CSF Faizanè        | + 0 s           |
| 7.º | Stefano Gandin     | Zalf Euromobil Fior         | + 0 s           |
| 8.º | Tommaso Nencini    | Italia                      | + 0 s           |
| 9.º | Natnael Tesfatsion | Androni Giocattoli-Sidermec | + 0 s           |
| 10.º | Marius Mayrhofer   | Team DSM                    | + 0 s           |

## UCI World Ranking
El Per sempre Alfredo otorgó puntos para el UCI World Ranking para corredores de los equipos en las categorías UCI WorldTeam, UCI ProTeam y Continental. Las siguientes tablas muestran el baremo de puntuación y los 10 corredores que obtuvieron más puntos:
| Posición   | 1.º | 2.º | 3.º | 4.º | 5.º | 6.º | 7.º | 8.º | 9.º | 10.º | 11.º | 12.º | 13.º-15.º | 16.º-25.º |
| Puntuación | 125 | 85  | 70  | 60  | 50  | 40  | 35  | 30  | 25  | 20   | 15   | 10   | 5         | 3         |

| Clasificación |                    |                             |        |
| Posición      | Ciclista           | Equipo                      | Puntos |
| ------------- | ------------------ | --------------------------- | ------ |
| 1.º           | Matteo Moschetti   | Trek-Segafredo              | 125    |
| 2.º           | Mikel Aristi       | Euskaltel-Euskadi           | 85     |
| 3.º           | Samuele Zambelli   | Italia                      | 70     |
| 4.º           | Jon Aberasturi     | Caja Rural-Seguros RGA      | 60     |
| 5.º           | Luca Colnaghi      | Italia                      | 50     |
| 6.º           | Giovanni Lonardi   | Bardiani-CSF-Faizanè        | 40     |
| 7.º           | Stefano Gandin     | Zalf Euromobil Fior         | 35     |
| 8.º           | Tommaso Nencini    | Italia                      | 30     |
| 9.º           | Natnael Tesfatsion | Androni Giocattoli-Sidermec | 25     |
| 10.º          | Marius Mayrhofer   | DSM                         | 20     |